# Biblioteca Nacional de Cabo Verde
La Biblioteca Nacional de Cabo Verde (en portugués: Instituto da Biblioteca Nacional e do Livro) es la biblioteca nacional de Cabo Verde, localizada en la capital del país, Praia. La biblioteca alberga la bibliografía nacional, los archivos históricos del país, el depósito nacional de tesis y disertaciones y es el depósito legal del país. Fundada en 1999, la biblioteca también sirve como la biblioteca pública de Praia.

## Iniciativas

### Alfabetización
En 2001, la biblioteca estableció el Instituto de la Biblioteca Nacional y del Libro (Instituto da Biblioteca Nacional e do Livro) para promover la alfabetización entre la población, particularmente entre los niños y adultos jóvenes. Según las Naciones Unidas, en 2015 el nivel de alfabetización entre los adultos de Cabo Verde era de aproximadamente el 86 por ciento. El proyecto también trabaja para distribuir textos por todo el país y apoyar a autores nacionales. 

### Catálogo en línea
La biblioteca tiene una alianza con las bibliotecas municipales del país para desarrollar la Red Nacional de Bibliotecas Públicas, una base de datos digital bibliográfica nacional, y también para el desarrollo de un catálogo en línea.